# Velika loža Latvije
Velika loža Latvije (latv. Latvijas Lielloža) je regularna slobodnozidarska velika loža u Latviji. Osnovana je 2003. godine uz pomoć Ujedinjenih velikih loža Njemačke.

## Povijest
Nakon ponovnog stjecanja neovisnosti 1991. godine slobodno zidarstvo u Latviji se postupno oživljava. Prvi slobodni zidari primljeni su 1993. godine pod okrilje Velike lože Njemačke (članica Ujedinjenih velikih loža Njemačke) koja je u Rigi 25. svibnja 1996. godine osnovala Ložu "Ivanjski krijes". Nakon toga osnovane su još dvije lože u Rigi 2002. godine. Ložu "Sjeverna zvijezda" je također osnovala Velika loža Njemačke, dok je Ložu "Kod mača" osnovala Velika državna loža Njemačke, također članica Ujedinjenih velikih loža Njemačke.
Unatoč nekim ritualnim kontroverzama među njemačkim velikim ložama, Ujedinjene velike lože Njemačke odlučile su utemeljiti Veliku ložu Latvije 8. ožujka 2003. godine u dvorcu Mežotne pokraj Bauske, djelomično zato što je neregularna Velika loža Francuske počela osnivati lože u Latviji. Novu Veliku ložu brzo je priznala Ujedinjena velika loža Engleske u prosincu 2003. godine. Godine 2005. Velika loža Latvije bila je domaćin 3. baltičke slobodnozidarske konferencije Forum Masonicum Balticum s više od 200 sudionika iz Estonije, Njemačke, Latvije, Litve, Rusije, Švedske i Ujedinjenog Kraljevstva. Do kraja 2000-ih osnovane su još dvije lože; Loža "Apolon" (2006.) u Rigi i Loža "Sidro" (2009.) u Liepāji.
Godine 2014. godine osnovane još dvije lože, "Hanzeatska odanost" u Ventspilsu i "Svijet u malom" u Rigi, a 2017. godine još i Loža "Castor". Godine 2020. osnovane su četiri lože, "Tri okrunjena mača" u Jelgavi, "Svjetlost Gauje" u Valki, "Tri zvijezde Latvije", kao i istraživačka Loža "Academia Petrina".

## Ustroj
Sjedište Velika loža Latvije je u Rigi.

### Lože
U 2024. godini pod zaštitom ove velike lože radi 12 loža, od toga su sedam u Rigi te po jedna u Jelgavi, Liepāji, Ventspilsu i Valki:
- Loža "Ivanjski krijes" (Loža "Jāņuguns") br. 1, Riga – nosi naziv po riginoj loži utemeljenoj 1924. godine, odnosno po Ivanjskim krijesovima, običaju paljenja vatre uoči svetkovine rođenja sv. Ivana Krstitelja; osnovana je 1996. godine s br. 1010 pod zaštitom Velike lože Njemačke.
- Loža "Sjeverna zvijezda" (Loža "Ziemelzvaigzne") br. 2, Riga – nosi naziv po riginoj loži utemeljenoj 1750. godine, odnosno po zvijezdi Sjevernjači; osnovana je kao Loge Nordstern No. 1027 pod zaštitom Velike lože Njemačke.
- Loža "Kod mača" (Loža "Pie Zobena") br. 3, Riga – nosi naziv po riginoj loži utemeljenoj 1750. godine; osnovana je kao Loge Zum Schwerdt pod zaštitom Velike državne lože Njemačke.
- Loža "Apolon" (Loža "Apollo") br. 4, Riga – nosi naziv po riginoj loži utemeljenoj 1773. godine, odnosno po Apolonu, bogu muške ljepote i medicine u grčkoj mitologiji; radi na engleskom jeziku.
- Loža "Sidro" (Loža "Enkurs") br. 5, Liepāja – nosi naziv po liepajskoj loži utemeljenoj 1921. godine, odnosno po sidru.
- Loža "Hanzeatska odanost" (Loža "Hanzas uzticība") br. 6, Ventspils – nosi naziv po riginoj loži utemeljenoj 1917. godine; odnosno po trgovačkim cehovima Hanza.
- Loža "Svijet u malom" (Loža "Mazā pasaule") br. 7, Riga – nosi naziv po riginoj loži utemeljenoj 1790. godine.
- Loža "Castor" (Loža "Castor") br. 8, Riga – nosi naziv po riginoj loži utemeljenoj 1777. godine; odnosno po latinskom nazivu za Ricinus.
- Loža "Tri okrunjena mača" (Loža "Pie trim kronētiem zobeniem") br. 9, Jelgava – nosi naziv po jelgavskoj loži utemeljenoj 1775. godine.
- Loža "Svjetlost Gauje" (Loža "Gaujas Gaisma") br. 10, Valka[3] – nosi naziv po rijeci Gauja.
- Loža "Tri zvijezde Latvije" (Loža "Pie trim Latvijas zvaigznēm") br. 11[a] – nosi naziv po zvijezdama s grba Latvije.
- Loža "Academia Petrina" (Loža "Pētera Akadēmija") br. 12[a] – istraživačka loža nosi naziv po najstarijoj visokoškolskoj ustanovi u Latviji.

### Uprava
Velikom ložom upravlja veliki majstor koji se bira na trogodišnje razdoblje.

### Međunarodna suradnja
Velika loža sudjeluje u radu Svjetske konferencije regularnih masonskih velikih loža. Također, potpisala je povelje o prijateljstvu i međusobnom priznavanju s preko 50 regularnih velikih loža.

### Obredi
Velika loža Latvije upravlja simboličkim stupnjevima plave lože (učenik, pomoćnik i majstor) i delegira upravljanje visokim stupnjevima na dodatna tijela i redove. Obredi koji se rade u plavoj loži  su:
- Schröderov obred – njemačka inačica, radi se u četiri lože;
- Zinnendorfski obred[b] (samo prva tri stupnja) – radi se u tri lože;
- Fesslerov obred (samo prva tri stupnja) – radi se u tri lože;
- Emulacijski obred – radi se u jednoj loži na engleskom jeziku.

## Pridružena tijela i redovi
Upravljanje visokim masonskim stupnjevima ova velika loža provodi kroz pridružena tijela i redove od kojih svaki predstavlja jedan obred a na temelju potpisanih konkordata.
- Vrhovno vijeće 33. stupnja Latvije Drevnog i prihvaćenog škotskog obreda (Augstākā Rāte Latvijā) – nadležno za rad Škotskog obreda.[6]

### Škotski red
Vrhovno vijeće 33. stupnja Latvije je osnovano 13. listopada 2007. u Rigi uz pomoć vrhovnih vijeća iz Njemačke, Nizozemske i Francuske. Ovome je prethodilo osnivanje lože savršenstva i kapitela ružinog križa 2004. godine, areopaga 2005. i konzistorija 2006. godine.
Pod okriljem Vrhovnog vijeća u Rigi rade po jedna loža savršenstva, kapitel ružinog križa, areopag i konzistorij:
- Loža savršenstva "Clavis Rigensis" (Perfekcijas loža "Clavis Rigensis")
- Kapitel ružinog križa "Templa Pils" (Rožukrusta Kapituls "Tempļa Pils") – nosi naziv po latinskom izrazu za dvorac Hrama.
- Areopag "Garlieb Merkel" (Areopāgs "Garlībs Merķelis") – nosi naziv po njemačko-baltički piscu Garliebu Helwigu Merkelu.
- Konzistorij "Johann Gottfried Herder" (Konsistorija "Johans Gotfrīds Herders") – nosi naziv po njemačkom književniku Johannu Gottfriedu Herderu.